# Vitorino (Paraná)
Vitorino é um município brasileiro do estado do Paraná. Sua população estimada em 2011 era de 6.531 habitantes.

## História
O Município de Vitorino teve como origem um entreposto que ficava no caminho percorrido pelas tropas de burro, transportando mercadorias entre Barracão e Clevelândia, no período de 1920 a 1925. A construção da chamada Estrada Estratégica estimulou a vinda de migrantes oriundos de Santa Catarina e Rio Grande do Sul, atraídos pela abundância e fertilidade da terra e pela possibilidade da exploração da madeira existente. Criado através da Lei Estadual nº. 4245, de 28 de julho de 1960, e instalado em 29 de novembro de 1961, foi desmembrado de Clevelândia. 